# Coupe de Chine 2011
Navigation
Édition précédente Édition suivante
La Coupe de Chine est une compétition internationale de patinage artistique qui se déroule en Chine au cours de l'automne. Elle accueille des patineurs amateurs de niveau senior dans quatre catégories: simple messieurs, simple dames, couple artistique et danse sur glace.
La neuvième Coupe de Chine est organisée du 3 au 6 novembre 2011 au Shanghai Oriental Sports Center à Shanghai. Elle est la troisième compétition du Grand Prix ISU senior de la saison 2011/2012.

## Résultats

### Messieurs

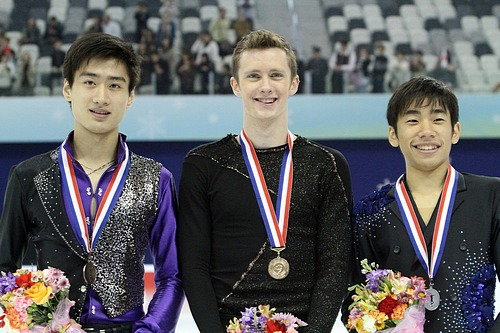
Podium des Messieurs

| Rang | Nom              | Pays       | Points | Programme court | Programme court | Programme libre | Programme libre |
| ---- | ---------------- | ---------- | ------ | --------------- | --------------- | --------------- | --------------- |
| 1    | Jeremy Abbott    | États-Unis | 228.49 | 3               | 79.32           | 3               | 149.17          |
| 2    | Nobunari Oda     | Japon      | 227.11 | 4               | 77.65           | 2               | 149.46          |
| 3    | Song Nan         | Chine      | 226.75 | 5               | 72.72           | 1               | 154.03          |
| 4    | Yuzuru Hanyu     | Japon      | 226.53 | 2               | 81.37           | 4               | 145.16          |
| 5    | Artur Gachinski  | Russie     | 222.54 | 1               | 81.64           | 6               | 140.90          |
| 6    | Richard Dornbush | États-Unis | 205.27 | 8               | 62.93           | 5               | 142.34          |
| 7    | Kevin Reynolds   | Canada     | 204.41 | 7               | 64.31           | 7               | 140.10          |
| 8    | Wu Jialiang      | Chine      | 182.49 | 6               | 65.06           | 8               | 117.43          |

### Dames

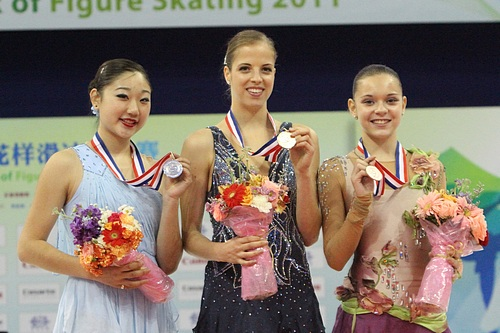
Podium des Dames

| Rang | Nom               | Pays       | Points | Programme court | Programme court | Programme libre | Programme libre |
| ---- | ----------------- | ---------- | ------ | --------------- | --------------- | --------------- | --------------- |
| 1    | Carolina Kostner  | Italie     | 182.14 | 1               | 61.88           | 1               | 120.26          |
| 2    | Mirai Nagasu      | États-Unis | 173.22 | 2               | 60.96           | 2               | 112.26          |
| 3    | Adelina Sotnikova | Russie     | 159.95 | 3               | 53.74           | 3               | 106.21          |
| 4    | Zhang Kexin       | Chine      | 153.32 | 5               | 52.85           | 5               | 100.47          |
| 5    | Christina Gao     | États-Unis | 152.48 | 8               | 51.99           | 4               | 100.49          |
| 6    | Kanako Murakami   | Japon      | 150.20 | 4               | 53.09           | 7               | 97.11           |
| 7    | Ksenia Makarova   | Russie     | 143.47 | 9               | 45.90           | 6               | 97.57           |
| 8    | Geng Bingwa       | Chine      | 142.09 | 6               | 52.61           | 8               | 89.48           |
| 9    | Valentina Marchei | Italie     | 133.86 | 7               | 45.90           | 9               | 81.44           |
| 10   | Zhu Qiuying       | Chine      | 108.57 | 10              | 35.28           | 10              | 73.29           |

### Couples

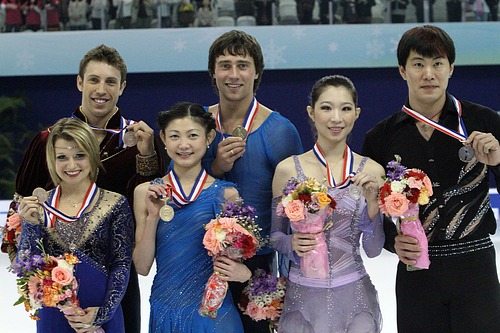
Podium des couples artistiques

| Rang | Nom                                     | Pays               | Points | Programme court | Programme court | Programme libre | Programme libre |
| ---- | --------------------------------------- | ------------------ | ------ | --------------- | --------------- | --------------- | --------------- |
| 1    | Yuko Kavaguti / Alexandre Smirnov       | Russie             | 186.74 | 1               | 64.45           | 1               | 122.29          |
| 2    | Zhang Dan / Zhang Hao                   | Chine              | 177.67 | 3               | 60.57           | 2               | 117.10          |
| 3    | Kirsten Moore-Towers / Dylan Moscovitch | Canada             | 172.04 | 2               | 60.78           | 4               | 111.26          |
| 4    | Amanda Evora / Mark Ladwig              | États-Unis         | 170.63 | 5               | 57.88           | 3               | 112.75          |
| 5    | Sui Wenjing / Han Cong                  | Chine              | 169.47 | 4               | 60.00           | 5               | 109.47          |
| 6    | Yu Xiaoyu / Jin Yang                    | Chine              | 162.96 | 6               | 54.42           | 6               | 108.54          |
| 7    | Taylor Steele / Robert Schultz          | Canada             | 141.84 | 7               | 48.25           | 7               | 93.59           |
| 8    | Klára Kadlecová / Petr Bidař            | République tchèque | 120.95 | 8               | 38.34           | 8               | 82.61           |

### Danse sur glace

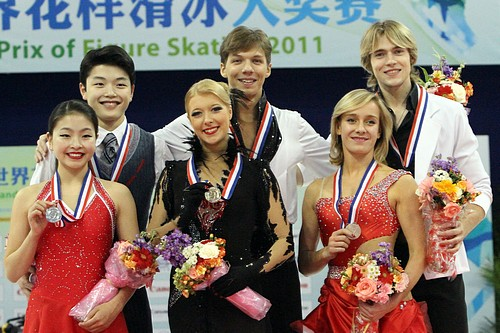
Podium de la danse sur glace

| Rang | Nom                                 | Pays        | Points | Danse courte | Danse courte | Danse libre | Danse libre |
| ---- | ----------------------------------- | ----------- | ------ | ------------ | ------------ | ----------- | ----------- |
| 1    | Ekaterina Bobrova / Dmitri Soloviev | Russie      | 163.52 | 1            | 65.73        | 1           | 97.79       |
| 2    | Maia Shibutani / Alex Shibutani     | États-Unis  | 148.40 | 2            | 57.79        | 2           | 90.61       |
| 3    | Pernelle Carron / Lloyd Jones       | France      | 130.97 | 4            | 52.41        | 3           | 78.56       |
| 4    | Penny Coomes / Nicholas Buckland    | Royaume-Uni | 130.39 | 3            | 53.89        | 4           | 76.50       |
| 5    | Huang Xintong / Zheng Xun           | Chine       | 120.11 | 6            | 45.07        | 5           | 75.04       |
| 6    | Yu Xiaoyang / Wang Chen             | Chine       | 115.59 | 5            | 48.36        | 7           | 67.23       |
| 7    | Charlotte Lichtman / Dean Copely    | États-Unis  | 109.61 | 8            | 40.26        | 6           | 69.35       |
| 8    | Emily Samuelson / Todd Gilles       | États-Unis  | 106.74 | 7            | 43.64        | 8           | 63.10       |

## Sources
- Résultats de la Coupe de Chine 2011 sur le site de l'ISU
- Patinage Magazine N°129 (Janvier/Février 2012)